# ISO 8734
ISO 8734 er en ISO-standard for en stift.
| Gevind     | M1   | M1,5 | M2   | M2,5 | M3   | M4   | M5   |
| ---------- | ---- | ---- | ---- | ---- | ---- | ---- | ---- |
| Længde l2: | 0,4  | 0,5  | 0,6  | 0,7  | 0,8  | 1    | 1,2  |
| Radius r:  | 1    | 1,5  | 2    | 2,5  | 3    | 4    | 5    |
| Længde z1: | 0,15 | 0,23 | 0,3  | 0,4  | 0,45 | 0,6  | 0,75 |
| Længde z2: | 0,08 | 0,12 | 0,18 | 0,25 | 0,3  | 0,4  | 0,5  |
| Længde c:  | 0,2  | 0,3  | 0,35 | 0,4  | 0,5  | 0,63 | 0,98 |

| Gevind     | M6  | M8  | M10 | M12 | M14 | M16 | M20 |
| ---------- | --- | --- | --- | --- | --- | --- | --- |
| Længde l2: | 1,5 | 1,8 | 2   | 2,5 | 2,5 | 3   | 4   |
| Radius r:  | 6   | 8   | 10  | 12  | 16  | 16  | 20  |
| Længde z1: | 0,9 | 1,2 | 1,5 | 1,8 | 2   | 2,5 | 3   |
| Længde z2: | 0,6 | 0,8 | 1   | 1,3 | 1,3 | 1,7 | 2   |
| Længde c:  | 1,2 | 1,6 | 2   | 2,5 | -   | 3   | 3,5 |